# Hydrocodone/paracetamol
Hydrocodone/paracetamol, còn được gọi là hydrocodone/acetaminophen, là sự kết hợp của thuốc giảm đau hydrocodone và paracetamol (acetaminophen). Nó được sử dụng để điều trị đau vừa đến đau nặng. Nó được uống bằng miệng. Sử dụng thuốc này để giải trí là phổ biến ở Hoa Kỳ.
Các tác dụng phụ thường gặp bao gồm chóng mặt, buồn ngủ, táo bón và nôn mửa. Tác dụng phụ nghiêm trọng bao gồm nghiện, giảm nhịp thở, huyết áp thấp, hội chứng serotonin, phản ứng dị ứng nghiêm trọng và suy gan. Sử dụng trong khi mang thai có thể gây hại cho em bé. Sử dụng với rượu không được khuyến khích. Hydrocodone hoạt động bằng cách liên kết với thụ thể mu-opioid. Cách thức acetaminophen hoạt động là không rõ ràng.
Hydrocodone / paracetamol đã được chấp thuận cho sử dụng y tế tại Hoa Kỳ vào năm 1982. Ở Hoa Kỳ, nó là một chất được kiểm soát theo lịch trình II. Năm 2016, đây là loại thuốc được kê đơn nhiều thứ 13 tại Hoa Kỳ, với hơn 43 triệu đơn thuốc. Nó không có sẵn ở Vương quốc Anh. Nó được bán dưới tên thương mại Vicodin trong số những tên khác.

## Công dụng

### Y khoa
Hydrocodone / acetaminophen là một công thức kết hợp hai thành phần bao gồm opioid hydrocodone và acetaminophen giảm đau không opioid. Nó được chỉ định để giảm đau vừa đến nặng của các loại cấp tính, mãn tính hoặc sau phẫu thuật. Hydrocodone / acetaminophen có trong dung dịch uống và dạng viên; tuy nhiên sức mạnh của từng thành phần có thể khác nhau. Vào tháng 10 năm 2014, Cục Quản lý Thực thi Ma túy đã lên lịch lại các loại thuốc kết hợp hydrocodone từ lịch III đến lịch II do nguy cơ lạm dụng và dùng sai mục đích.